# Hymenoplia lucusensis
Hymenoplia lucusensis är en skalbaggsart som beskrevs av Escalera 1934. Hymenoplia lucusensis ingår i släktet Hymenoplia och familjen Melolonthidae. Inga underarter finns listade i Catalogue of Life.